# Waaigat (Enkhuizen)

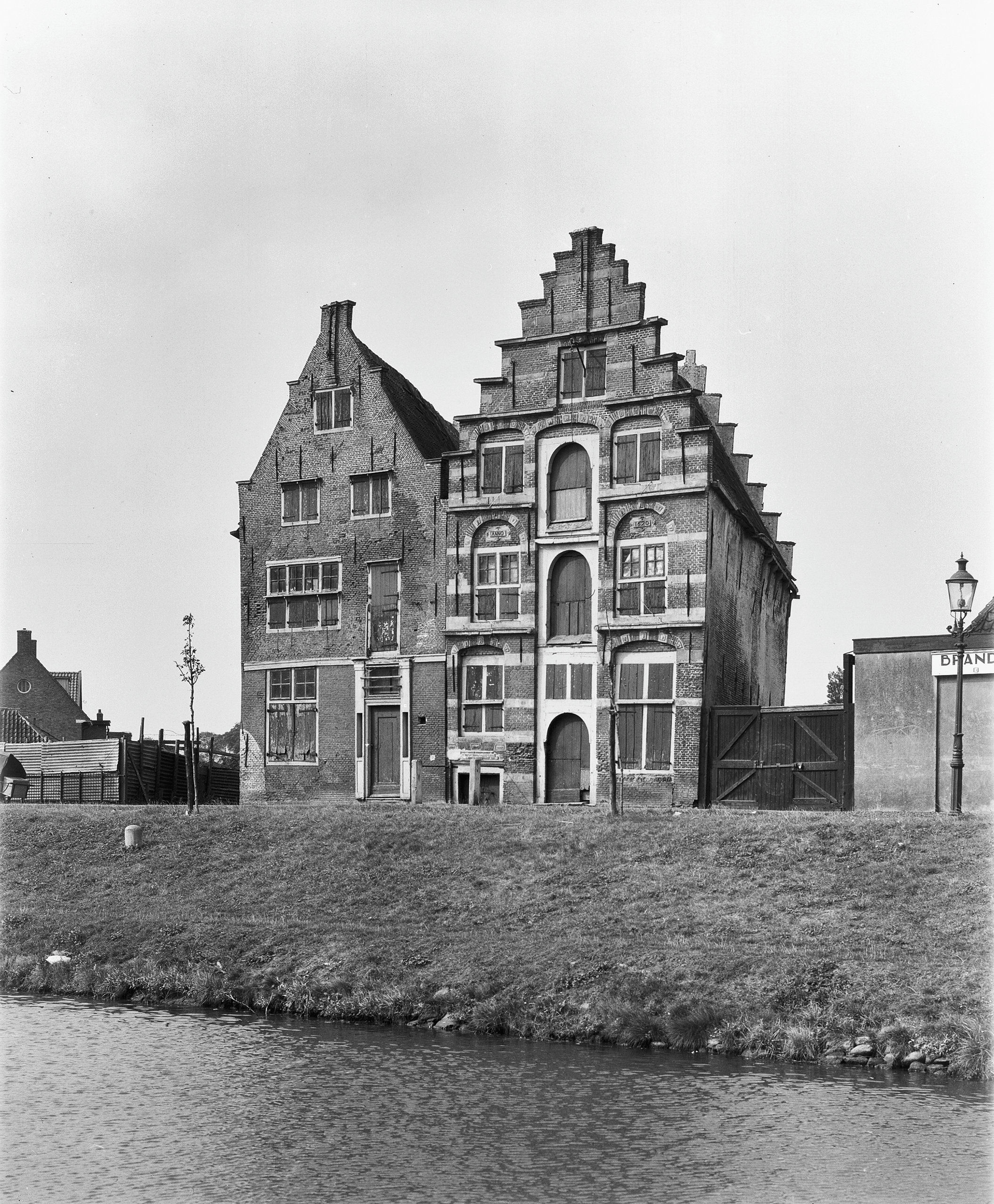
Twee vervallen pakhuizen aan het Waaigat in 1949. De beide pakhuizen zijn later verplaatst naar de Wierdijk, waar ze een prominente plek kregen in de gevel van het Binnenmuseum van het Zuiderzeemuseum.

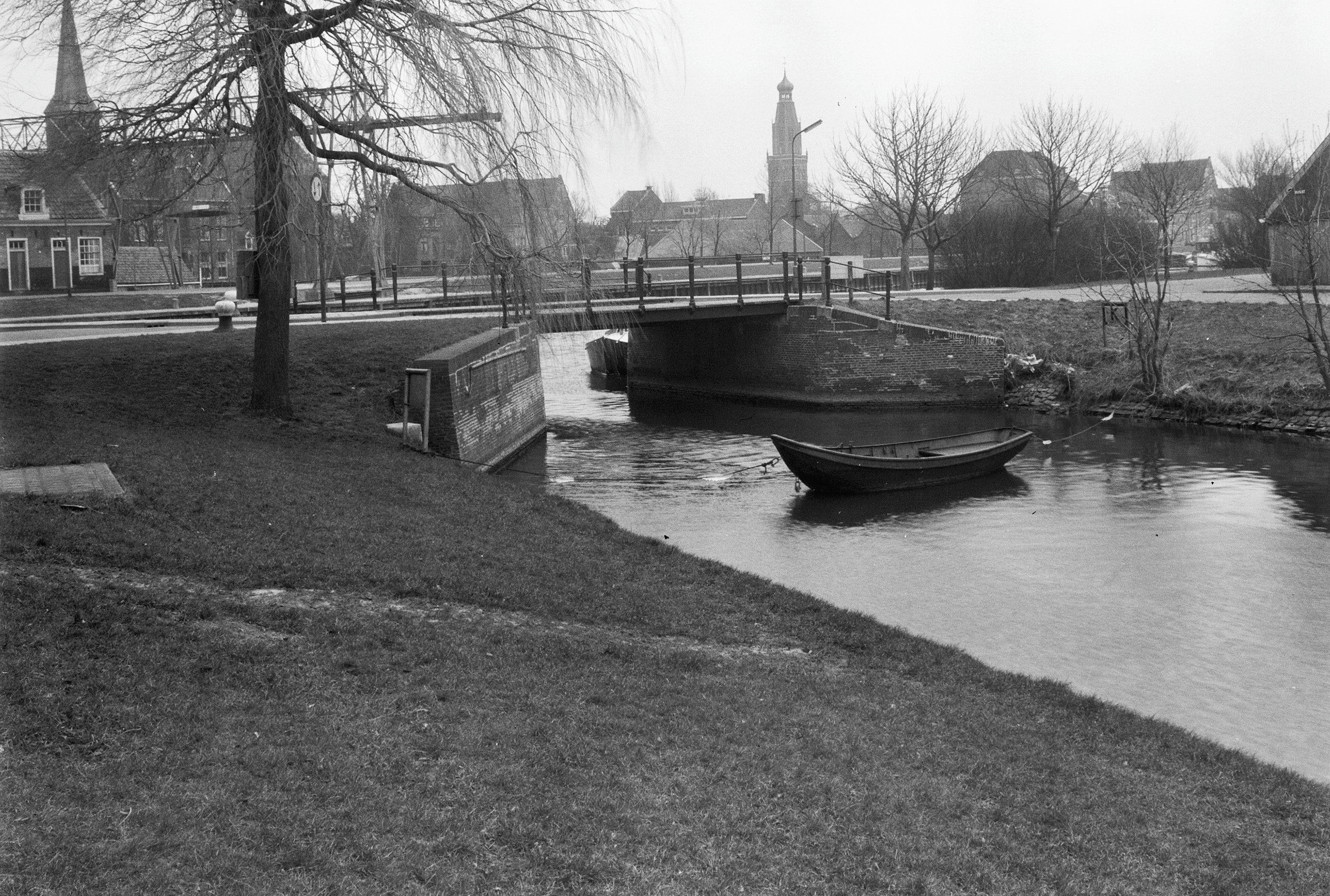
Zicht op de brug over het Waaigat, met daarachter de Oude Haven en de Dijk

Het Waaigat is een water en straat in de Noord-Hollandse plaats Enkhuizen. Van oudsher was het de verbinding tussen de Oude Haven en de Nieuwe Haven. Volgens Gerard Brandt dateert die verbinding van 1592. Sinds de Nieuwe Haven is gedempt voor onder meer de aanleg van het Snouck van Loosenpark is het Waaigat een doodlopend stukje water met naastgelegen straat. Over het Waaigat ligt een vaste brug, die de Vette Knol verbindt met de Paktuinen.